# Bordón (Teruel)
Pour les articles homonymes, voir Bordón.

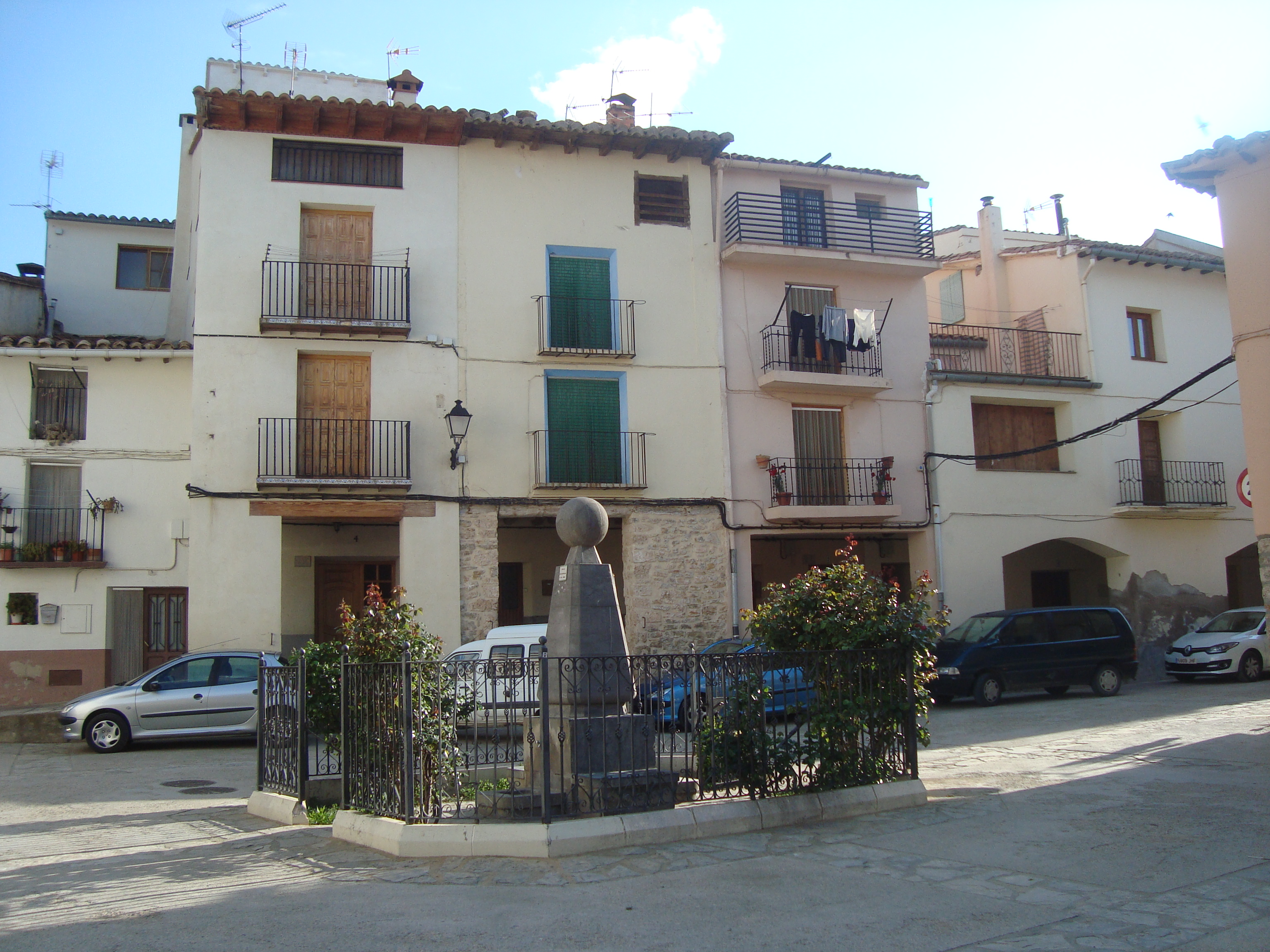
Bordón (Teruel)

Bordón est une commune d’Espagne, dans la Comarque du Maestrazgo, province de Teruel, communauté autonome d'Aragon.

## Liens externes

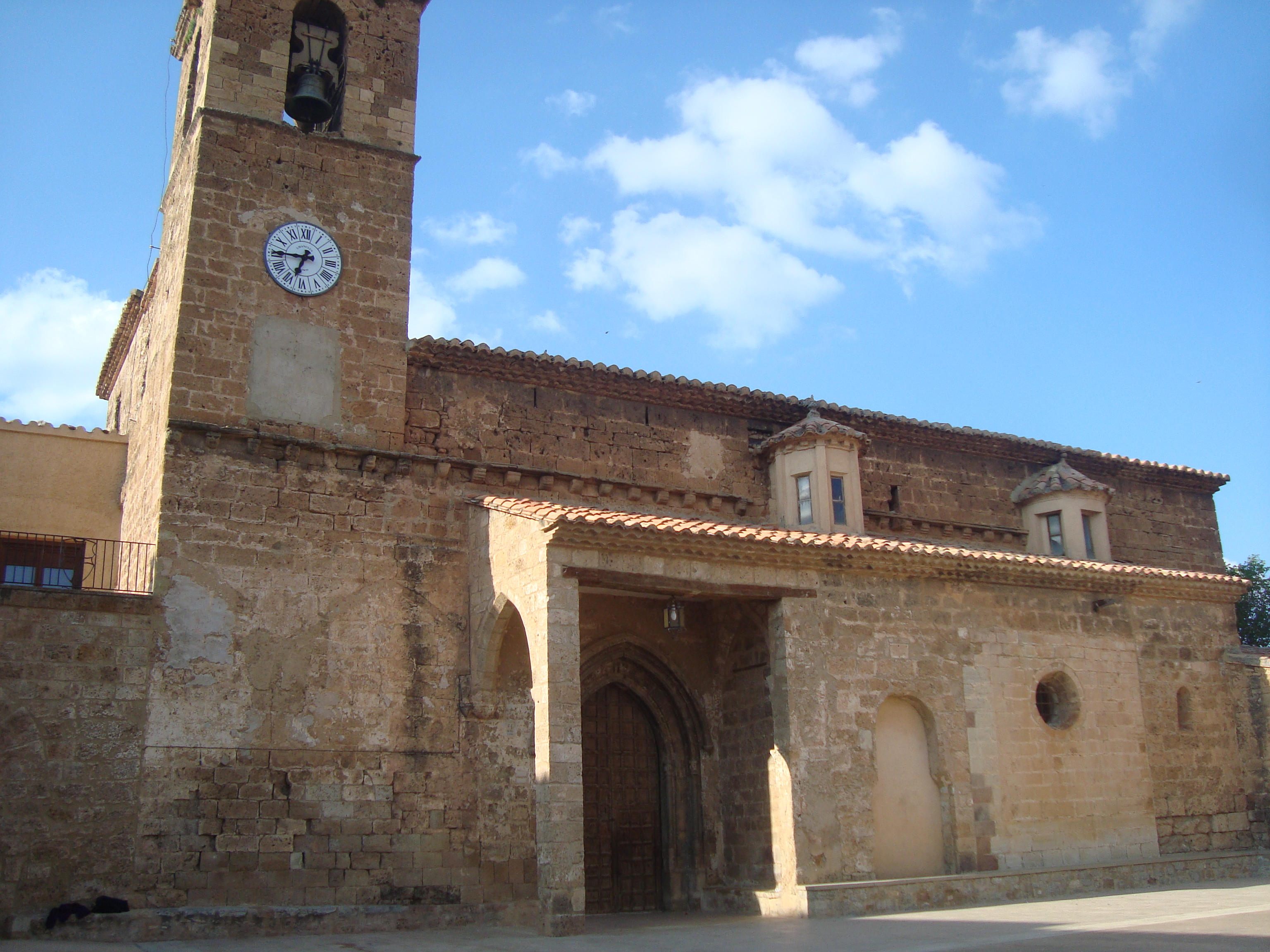
Bordón (Teruel)